# Bộ trưởng Quốc phòng (Ấn Độ)
Bộ trưởng Quốc phòng Ấn Độ (Tiếng Hindi: Rakshā Mantri)  là quan chức đứng đầu bộ Quốc phòng Ấn Độ và là một trong những quan chức cấp cao của chính phủ Ấn Độ. Bộ trưởng Quốc phòng Ấn Độ là quan chức đứng đầu của Liên hiệp Hội đồng Bộ trưởng (tức nội các Ấn Độ) cũng như là bộ trưởng cao cấp của Nội các Liên hiệp. Bộ trưởng Quốc phòng thời kiêm luôn chức chủ tịch Viện Nghiên cứu và Phân tích Quốc phòng Manohar Parrikar cũng như là giám đốc Viện Công nghệ Quân sự và Đại học Quốc phòng Quốc gia Ấn Độ.
Chức vụ thường xuyên hỗ trợ cho Bộ trưởng là Bộ trưởng Nhà nước về Quốc phòng và Phó Bộ trưởng Quốc phòng (ít thường xuyên hơn).
Bộ trưởng Quốc phòng Ấn Độ hiện nay là ông Rajnath Singh. Ông nhậm chức ngày 30 tháng 5 năm 2019.

## Danh sách bộ trưởng Quốc phòng
| Tên (Sinh - mất)                  | Chân dung                       | Nhiệm kỳ làm việc (Thời gian nhiệm kỳ)                      | Đảng phái chính trị                           | Đảng phái chính trị            | Bộ trưởng         |
| --------------------------------- | ------------------------------- | ----------------------------------------------------------- | --------------------------------------------- | ------------------------------ | ----------------- |
| Baldev Singh (1902 – 1961)        | không khung                     | 15 tháng 8 năm 1947 – 13 tháng 5 năm 1952 4 năm, 272 ngày   |                                               | Đảng Quốc đại                  | Nehru I – II      |
| N. G. Ayyangar (1882 – 1953)      | không khung                     | 13 tháng 5 năm 1952 – 10 tháng 2 năm 1953 273 ngày          | Nehru II                                      | Đảng Quốc đại                  |                   |
| Jawaharlal Nehru (1889 – 1964)    | không khung                     | 10 tháng 2 năm 1953 – 10 tháng 1 năm 1955 1 năm, 334 ngày   | Nehru II                                      | Đảng Quốc đại                  |                   |
| Kailash Nath Katju (1887 – 1968)  | không khung                     | 10 tháng 1 năm 1955 – 30 tháng 1 năm 1957 2 năm, 20 ngày    | Nehru II                                      | Đảng Quốc đại                  |                   |
| Jawaharlal Nehru (1889 – 1964)    | không khung                     | 30 tháng 1 – 17 tháng 4 năm 1957 77 ngày                    | Nehru II – III                                | Đảng Quốc đại                  |                   |
| V. K. Krishna Menon (1896 – 1974) | không khung                     | 17 tháng 4 năm 1957 – 31 tháng 10 năm 1962 5 năm, 197 ngày  | Nehru III – IV                                | Đảng Quốc đại                  |                   |
| Jawaharlal Nehru (1889 – 1964)    | không khung                     | 31 tháng 10 – 14 tháng 11 năm 1962 14 ngày                  | Nehru IV                                      | Đảng Quốc đại                  |                   |
| Yashwantrao Chavan (1913 – 1984)  | không khung                     | 14 tháng 11 năm 1962 – 13 tháng 11 năm 1966 3 năm, 364 ngày | Nehru IV Nanda I Shastri Nanda II I. Gandhi I | Đảng Quốc đại                  |                   |
| Swaran Singh (1907 – 1994)        | Tập tin:Sardar Swaran Singh.jpg | 13 tháng 11 năm 1966 – 27 tháng 6 năm 1970 3 năm, 226 ngày  | I. Gandhi I                                   | Đảng Quốc đại                  |                   |
| Jagjivan Ram (1908 – 1996)        | không khung                     | 27 tháng 6 năm 1970 – 10 tháng 10 năm 1974 3 năm, 348 ngày  | I. Gandhi I – II                              | Đảng Quốc đại                  |                   |
| Swaran Singh (1907 – 1994)        | Tập tin:Sardar Swaran Singh.jpg | 10 tháng 10 năm 1974 – 1 tháng 12 năm 1975 1 năm, 52 ngày   | I. Gandhi II                                  | Đảng Quốc đại                  |                   |
| Indira Gandhi (1917 – 1984)       | không khung                     | 1 – 20 tháng 12 năm 1975 19 ngày                            | I. Gandhi II                                  | Đảng Quốc đại                  |                   |
| Bansi Lal (1927 – 2006)           |                                 | 21 tháng 12 năm 1975 – 24 tháng 3 năm 1977 1 năm, 93 ngày   | I. Gandhi II                                  | Đảng Quốc đại                  |                   |
| Jagjivan Ram (1908 – 1996)        | không khung                     | 24 tháng 3 năm 1977 – 28 tháng 7 năm 1979 2 năm, 126 ngày   |                                               | Đảng Janata                    | Desai             |
| C. Subramaniam (1910 – 2000)      | không khung                     | 28 tháng 7 năm 1979 – 14 tháng 1 năm 1980 174 ngày          |                                               | Đảng Quốc đại (U)              | C. Singh          |
| Indira Gandhi (1917 – 1984)       | không khung                     | 14 tháng 1 năm 1980 – 15 tháng 1 năm 1982 2 năm, 1 ngày     |                                               | Đảng Quốc đại                  | I. Gandhi III     |
| R. Venkataraman (1910 – 2009)     | không khung                     | 15 tháng 1 năm 1982 – 2 tháng 8 năm 1984 2 năm, 200 ngày    | I. Gandhi III                                 | Đảng Quốc đại                  |                   |
| Shankarrao Chavan (1920 – 2004)   | không khung                     | 2 tháng 8 năm 1984 – 31 tháng 12 năm 1984 151 ngày          | I. Gandhi III R. Gandhi                       | Đảng Quốc đại                  |                   |
| P. V. N. Rao (1921 – 2004)        | không khung                     | 1 tháng 1 năm 1985 – 25 tháng 9 năm 1985 267 ngày           | R. Gandhi                                     | Đảng Quốc đại                  |                   |
| Rajiv Gandhi (1944 – 1991)        | không khung                     | 25 tháng 9 năm 1985 – 24 tháng 1 năm 1987 1 năm, 121 ngày   | R. Gandhi                                     | Đảng Quốc đại                  |                   |
| V. Pratap Singh (1930 – 2008)     | không khung                     | 24 tháng 1 năm 1987 – 12 tháng 4 năm 1987 78 ngày           | R. Gandhi                                     | Đảng Quốc đại                  |                   |
| K. C. Pant (1931 – 2012)          | không khung                     | 13 tháng 4 năm 1987 – 1 tháng 12 năm 1989 2 năm, 232 ngày   | R. Gandhi                                     | Đảng Quốc đại                  |                   |
| V. Pratap Singh (1930 – 2008)     | không khung                     | 2 tháng 12 năm 1989 – 10 tháng 11 năm 1990 343 ngày         |                                               | Janata Dal (Mặt trận Quốc gia) | V. Singh          |
| Chandra Shekhar (1927 – 2007)     | không khung                     | 10 tháng 11 năm 1990 – 21 tháng 6 năm 1991 223 ngày         |                                               | S. Janata                      | Shekhar           |
| P. V. N. Rao (1921 – 2004)        | không khung                     | 21 – 25 tháng 6 năm 1991 5 ngày                             |                                               | Đảng Quốc đại                  | Rao               |
| Sharad Pawar (sinh 1940)          |                                 | 25 tháng 6 năm 1991 – 6 tháng 3 năm 1993 1 năm, 254 ngày    | Rao                                           | Đảng Quốc đại                  |                   |
| P. V. N. Rao (1921 – 2004)        |                                 | 6 tháng 3 năm 1993 – 16 tháng 5 năm 1996 2 năm, 71 ngày     | Rao                                           | Đảng Quốc đại                  |                   |
| Pramod Mahajan (1949 – 2006)      |                                 | 16 tháng 5 – 1 tháng 6 năm 1996 16 ngày                     |                                               | Bharatiya Janata               | Vajpayee I        |
| M. Singh Yadav (sinh 1939)        | không khung                     | 1 tháng 6 năm 1996 – 19 tháng 3 năm 1998 1 năm, 290 ngày    |                                               | Samajwadi                      | Gowda Gujral      |
| George Fernandes (1930 – 2019)    | không khung                     | 19 tháng 3 năm 1998 – 16 tháng 3 năm 2001 1 năm, 362 ngày   |                                               | Đảng Samata                    | Vajpayee II – III |
| Jaswant Singh (1938 – 2010)       | không khung                     | 16 tháng 3 – 21 tháng 10 năm 2001 219 ngày                  |                                               | Bharatiya Janata               | Vajpayee III      |
| George Fernandes (1930 – 2019)    | không khung                     | 21 tháng 10 năm 2001 – 22 tháng 5 năm 2004 219 ngày         |                                               | Janata Dal (Thống nhất)        | Vajpayee III      |
| Pranab Mukherjee (1935 – 2020)    | không khung                     | 22 tháng 5 năm 2004 – 26 tháng 10 năm 2006 2 năm, 157 ngày  |                                               | Đảng Quốc đại                  | M. Singh I        |
| A. K. Antony (sinh 1940)          | không khung                     | 26 tháng 10 năm 2006 – 26 tháng 5 năm 2014 9 năm, 212 ngày  | M. Singh I – II                               | Đảng Quốc đại                  |                   |
| Arun Jaitley (1935 – 2020)        | không khung                     | 26 tháng 5 – 9 tháng 11 năm 2014 187 ngày                   |                                               | Bharatiya Janata               | Modi I            |
| Manohar Parrikar (1955 – 2019)    | không khung                     | 9 tháng 11 năm 2014 – 13 tháng 3 năm 2017 2 năm, 124 ngày   | Modi I                                        | Bharatiya Janata               |                   |
| Arun Jaitley (1935 – 2020)        | không khung                     | 13 tháng 3 – 3 tháng 9 năm 2017 174 ngày                    | Modi I                                        | Bharatiya Janata               |                   |
| Nirmala Sitharaman (sinh 1959)    | không khung                     | 3 tháng 9 năm 2017 – 30 tháng 5 năm 2019 1 năm, 269 ngày    | Modi I                                        | Bharatiya Janata               |                   |
| Rajnath Singh (sinh 1951)         | không khung                     | 30 tháng 5 năm 2019 – nay 5 năm, 298 ngày                   | Modi II                                       | Bharatiya Janata               |                   |